# Achaea euryplaga
Achaea euryplaga là một loài bướm đêm thuộc họ Erebidae. Loài này có ở Châu Phi, bao gồm Réunion và Madagascar.